# Никольский, Александр Сергеевич (писатель)
Александр Сергеевич Никольский  (23 августа (3 сентября) 1755 — 26 февраля (10 марта) 1834) — русский писатель

, переводчик, педагог, общественный и государственный деятель.

## Биография
Родился в семье сельского дьячка. По другим данным 26 августа (6 сентября) 1754 года.
В 1765—1776 годах учился в Троицкой духовной семинарии и по окончании семинарии был оставлен в ней учителем низших классов; в 1779 году был переведён на должность преподавателя немецкого и французского языков.
В 1782 году переехал в Санкт-Петербург, где поступил учителем в Воспитательный дом. В 1787 году Екатериной II Никольскому был пожалован чин коллежского асессора.
В 1790 году у него родился сын Павел, ставший впоследствии заметным литератором.
В 1792 году Никольский перешёл на государственную службу в Государственную экспедицию для свидетельствования счетов; в 1797 году был избран членом Берг-коллегии.
В 1802 году, будучи статским советником, Никольский был избран в Императорскую Российскую Академию и принимал активное участие в её деятельности: вместе с другими академиками рецензировал рукописи (напр., «Летописи» («История») Тацита в пер. С. Я. Румовского). В то же время дал резко отрицательные отзывы на энциклопедический словарь Иоанна Алексеева «Пространное поле» (в 1803) и на речь Т. С. Мальгина «О необходимом союзе разума и природных дарований с науками» (в 1812). Совместно с П. М. Карабановым Никольский принялся за составление словаря словесных наук.
В 1805 году был определён в Адмиралтейский департамент правителем канцелярии и учёным секретарём. По поручению морского министра П. В. Чичагова Никольский взялся за составление учебника словесности, целью написания которого было объединение всех известных на то время сведений по грамматике, поэтике и риторике. В работе он использовал своё раннее издание «Логика и риторика <…> для детей» (1790; 4-е изд. — М., 1817). Изданные в Санкт-Петербурге его «Основания российской словесности» включили основные сведения по грамматике и литературе, а также были богато иллюстрированы многими примерами из русской поэзии XVIII — нач. XIX в. Этот «учебник для морских училищ», за который Никольский был награждён бриллиантовым перстнем, выдержал 6 изданий и переиздавался без каких-либо изменений. Однако на 7-е издание (СПб., 1830) в «Московском телеграфе» (1830. — Ч. 36. — № 21. — С. 72—79) появилась первая резкая рецензия, в которой труд Никольского оценивался, как безнадёжно устаревший и ставился вопрос о его замене.
В 1807 году императором Александром I Никольскому был пожалован чин действительного статского советника.
В 1810 году он был избран почётным членом Общества любителей словесности, наук и художеств.

## Переводческая деятельность
А. С. Никольский внёс значительный вклад в перевод на русский язык иностранной литературы. Под его наблюдением студенты Троицкой духовной семинарии в 1779 году перевели с французского языка «Неподражаемое витийство Священного Писания» (фр. De la manière d’enseigner et d'étudier les Belles-Lettres par rapport à l’esprit et au coeur) Ш. Роллена. Перевод, изданный в 1780 году, был посвящён митрополиту Платону Левшину. Сам Никольский в 1780 перевёл с французского языка книгу Ш. Роллена «Прямая слава и истинное величество» с целью «воспитать в молодых людях благородное презрение к тому, чему почти все люди удивляются». На примерах из римской и новейшей истории переводчик вслед за автором призывал «жертвовать своею славою общественной пользе» и убеждал, что «истинное величество» состоит «в личных качествах и благородстве мыслей». Изданная в 1783 году книга также посвящалась митрополиту Платону. В 1784 году перевёл с французского языка и издал проникнутое философским оптимизмом компилятивное сочинение Л. де Бособра «Утешитель, или философское рассуждение о благе и зле мира сего» (фр. Essai sur le bonheur ou Reflexions philosophiques sur les biens et les maux de la vie humaine). Также Никольским были осуществлены переводы с французского языка сочинений Ж.-Ж. Бартелеми «Путешествие молодого Анахарсиса в Грецию в середине четвертого столетия до нашей эры» (фр. Voyage du jeune Anacharsis en Grèce dans le milieu du quatrième siècle avant l'ère vulgaire) т. 2 (СПб., 1805) и Ж.-Ф. Лагарпа «Ликей, или Круг словесности древней и новой» (Lycée ou cours de littérature ancienne et moderne) (т. 4 СПб., 1811). Для Российской Академии Никольский выполнил перевод с французского языка двухтомника Ш. де Бросса «Рассуждения о механическом составе языков и физических началах этимологии» (фр. Traité de la formation mécanique des langues, СПб., 1821. Ч. 1—2). Особо стоит отметить до сих пор единственный из существующих переводов с латинского языка на русский классического произведения по риторике Квинтиллиана — «Двенадцати книг риторических наставлений» (СПб., 1834).
Умер 26 февраля (10 марта) 1834 года. Был похоронен на Смоленском православном кладбище; могила утрачена.

## Основные труды
- «Логика и риторика» (СПб., 1790; 5 изданий)
- Основания российской словесности (СПб., 1792; 7-е изд. — 1830).

### Переводы
- Неподражаемое витийство Священнаго писания, Объясненное по некоторым местам разсуждением г. Роллена Переведено с французскаго, онаго класса в Троицкой семинарии студентами, при смотрении французскаго и немецкаго языков учителя Александра Никольскаго 1779 года октября дня.- В Москве: В Университетской типографии, у Н.Новикова, 1780.- [8], 1-83, 94 [=84] с.;
- Прямая слава и истинное величество Перевел с французскаго, Троицкой семинарии учитель Александр Никольский.- М.: Иждивением Н.Новикова и Компании, 1783.- 136 с.
- Лагарп Ж. Ф. Ликей, или Круг словесности древней и новой. Сочинение И. Ф. Лагарпа: В 5 ч. Спб., 1810—1814 (перевод 4 тома)
- де Броссе Ш. Рассуждение о механическом составе языков и физических началах этимологии / Пер. А. Никольского. СПб., 1821—1822
- Марка Фабия Квинтилиана Двенадцать книг риторических наставлений: / Пер. с лат. Имп. Рос. акад. чл. Александром Никольским и оною Акад. изд. — СПб.: Б. и., 1834. — 23 см. — Ч. 1-2.

## Награды
- орден Св. Анны 2-й ст. (28.06.1809)[5]
- орден Св. Владимира 3-й ст. (12.12.1819)[6]
- знак отличия беспорочной службы за LV лет (22.08.1832)[7]